# Le Souffle de la guerre (mini-série)
Le Souffle de la guerre (The Winds of War) est une minisérie américaine en sept épisodes de 90 à 150 minutes réalisée par Dan Curtis et écrit par Herman Wouk d'après son roman éponyme et diffusée entre le 6 et le 13 février 1983 sur ABC. Elle raconte les aventures de la famille Henry et la famille Jastrow de mars 1939 jusqu'à l'entrée en guerre des Etats-Unis en décembre 1941.
En France, la minisérie a été diffusée le 9 juillet 1987 sur TF1.

## Synopsis
La vie de l'officier de marine Victor "Pug" Henry durant la Seconde Guerre mondiale ainsi que les membres de sa famille mais aussi les amis de ceux-ci, les Jastrow, une famille juive polonaise...

## Fiche technique
- Titre original : The Winds of War
- Titre français : Le Souffle de la guerre
- Création : Dan Curtis et Herman Wouk d'après le roman éponyme de ce dernier
- Réalisation : Dan Curtis
- Scénario : Herman Wouk
- Producteur : Dan Curtis
- Producteurs associés : Barbara Steele et Branko Lustig
- Producteur délégué : Michael P. Schoenbrun
- Musique : Bob Cobert
- Directeurs de la photographie : Charles Correll et Stevan Larner
- Montage : John F. Burnett, Bernard Gribble, Jack Tucker, Peter Zinner, Gary L. Smith et Earle Herdan
- Distribution : Reuden Cannon
- Création des décors : Jackson De Govia
- Effets spéciaux de maquillage : Wes Dawn, Jim Kail, Roy Ashton
- Effets spéciaux : Roy L. Downey, Helmut Klee, Richard Richtsfeld, Kdravko Smojver, Paul Corbould, Ricky Farns, Martin Gutteridge, Doug Hubbard, Garth Inns et Kevin Pike
- Effets visuels : Bruce A. Block, William Guest, Leslie Huntley, Pete Kleinow, Michael Douglas Middleton et Gene Warren Jr.
- Coordination des cascades : Ernie Orsatti
- Création des costumes : Heidi Wujek et Thomas Welsh
- Compagnies de production : Jadran Films - Paramount Television
- Compagnie de distribution : American Broadcasting Company
- Pays d'origine :  États-Unis
- Langue : Anglais mono
- Budget : 35 000 000  de dollars (estimation)
- Durée : 840 minutes
- Image : Couleurs
- Ratio : 1.33:1 plein écran 4:3
- Genre : dramatique historique

## Distribution
- Robert Mitchum (VF : Jean-Claude Michel) : Victor "Pug" Henry
- Ali MacGraw (VF : Annie Sinigalia) : Natalie Jastrow
- Jan-Michael Vincent (VF : Yves-Marie Maurin) : Byron Henry
- John Houseman (VF : Jean Davy) : Aaron Jastrow
- Polly Bergen (VF : Perrette Pradier) : Rhoda Henry
- Lisa Eilbacher (VF : Catherine Lafond) : Madeline Henry
- David Dukes (VF : Jean-François Poron) : Leslie Slote
- Chaim Topol (VF : Roger Lumont) : Berel Jastrow
- Ben Murphy (VF : Bernard Woringer) : Warren Henry
- Peter Graves (VF : Jean-Claude Balard) : Palmer "Fred" Kirby
- Jeremy Kemp (VF : Gabriel Cattand) : Général Armin Von Roon
- Ralph Bellamy (VF : Louis Arbessier) : Président Franklin Delano Roosevelt
- Victoria Tennant (VF : Anne Rochant) : Pamela Tudsbury
- Wolfgang Preiss : Field Marshal Walter Von Brauchitsch
- Günter Meisner (VF : Roger Carel) : Adolf Hitler
- Reinhard Kolldehoff (VF : Georges Atlas) : Hermann Goering
- Werner Kreindl : Colonel Franz Halder
- Rainer Penkert : Amiral Erich Raeder
- Alexander Kerst : Field Marshal Wilhelm Keitel
- Joachim Hansen : Field Marshal Alfred Jodl
- Howard Lang (VF : William Sabatier): Winston Churchill
- Anton Diffring : Joachim Von Ribbentrop
- Timothy Stack : Enseigne Ryan
- Barry Morse : Wolf Stoller
- Michael Logan (VF : Henri Poirier) : Alistair Tudsbury
- John Carter : Colonel William Forrest
- Tom McFadden (VF : Michel Paulin) : Hugh Cleveland
- Roy Poole : Harry Hopkins
- Deborah Winters (VF : Sylvie Feit) : Janice Lacouture Henry
- Joseph Hacker : Lieutenant Carter Aster
- Allan Cuthbertson : Major Tillet
- Scott Brady : Capitaine Red Tully
- Edmund Purdom (VF : Mario Santini) : Luigi Gianelli
- Lawrence Pressman (VF : Michel Paulin) : Bunky Thurston
- Lin McCarthy : Blinker Vance
- Enzo G. Castellari : Benito Mussolini
- Edmund Pegge : Commodore Burne-Wilke
- Leo Gordon : Général Anderson
- Elizabeth Hoffman (VF : Monique Mélinand) : Eleanor Roosevelt
- Michael McGuire : Fred Fearing
- Ferdy Mayne (VF : Serge Lhorca) : Ludwig Rosenthal
- Sky du Mont : Ciano
- Judith Atwell : Sally Forrest
- James Ray (VF : Michel Bardinet) : Chargé Reese Claremont
- Eloise Hardt : Madame Lacouture
- Ron Rifkin (VF : Joël Martineau) : Mark Hartley
- Jack Ging : Commandant Baldwin
- John Harkins : August Van Winaker II
- Charles Lane : William Standley
- Logan Ramsey : Membre du congrès Lacouture
- Don Collier : Russell Carton
- John Dehner : Amiral Ernest King
- Hugh Gillin : Capitaine Jocko Larkin
- Andrew Duggan : Husband Kimmel
- Ken Lynch : Amiral Talbot Gray
- Richard X. Slattery : Amiral William Halsey
- Mickey Knox : Herb Rose
- Barbara Steele : Madame Stoller
- Francesco Carnelutti : Avram Rabinowitz
- Art Lund : Moose Benton
- Ben Piazza : Aloysius Whitman
- Vjenceslav Kapural : Colonel Gondin
- George Murdock : Général Fitzgerald
- Stefan Gierasch : Knoedler
- Anatoly Chaguinian : Josef Staline
- Matt Clark : Hansen
- Philip Bowen : Capitaine Killian
- David Cardy : Sergent Johnson
- John Karlen : Ed
- William Berger : Phil Briggs
- Lewis E. Cianelli : Tom Stanley
- Neil Dickson : Peters
- John Sanderford : Pierce
- Reinhard Glemnitz : Paul Schmidt
- Ben Astar : Gorshev
- Mark Botham : Carter
- John Karlsen : Révérend Glenville
- Carol Reinhard : Madame Grobke
- Patrick Allen : Dowding
- Richard Barnes (VF : Jean Roche) : Ted Gallard
- Peter Brocco : Le père de Natalie
- Francesco Chianese : Père Enrico Spanelli
- Guido Wieland : Docteur Wundt
- Belle Ellig : La mère de Natalie
- Jerry Fujikawa : Yoguchi
- Paul Muller : Docteur Neustädter
- Dieter Wagner Himmler
- Ben Hammer : Sumner Welles
- Colin Douglas : Sir John Dill
- Maysie Hoy : Anna May
- Charles Rogers : Stebbins
- Duncan Ross : Somerset Maugham
- Siegfried Rauch : Ernst Bayer
- Jerry Velasco : Salas
- Gianni Rizzo : Docteur Buffari
- Sivi Aberg : Princesse Marta
- Carolyn De Fonseca : Clara Young
- Larry Buck : Amiral Kelly Turner
- Michael Ensign : Lieutenant Sissons
- James Kerry : Officier Swales
- Byron Morrow : Amiral Preble
- William Woodson (VF : Claude Giraud) : le narrateur

## Épisodes
1. The Winds Rise
2. The Storm Breaks
3. Cataclysm
4. Defiance
5. Of Love and War
6. Changing of the Guard
7. Into the Maelstrom

## Accueil de la série
La série a attiré en moyenne près de 56 % de téléspectateurs durant la diffusion des sept épisodes sur la chaîne ABC. Les indices ont montré que près de 80 millions de personnes ont vu par soirées les aventures de la famille Henry et Jastrow.

## Récompenses
États-Unis
- 1983 : Emmy Award de la meilleure photographie pour une mini-série pour Charles Correll et Stevan Larner
- 1983 : Emmy Award des meilleurs costumes pour une mini-série pour Thomas Welsh, John Napolitano, Johannes Nikerk et Paul Vachon
- 1983 : Emmy Award des meilleurs effets visuels pour une mini-série pour Gene Warren Jr., Pete Kleinow, Leslie Huntley, Jackson De Govia et Michael Minor
- 1998 : PGA Award Hall of Fame du meilleur programme pour Dan Curtis
- 2012 : OFTA Award Hall of Fame de la meilleure mini-série

 Espagne
- 1985 : TP de Oro de la meilleure série étrangère

## Commentaires
- Choisis par le réalisateur en personne, Robert Mitchum et Ali MacGraw étaient considérés par les fans du roman comme trop âgés pour les rôles principaux mais Curtis insista et obtint gain de cause.
- Considérée à l'époque comme la production télévisuelle la plus chère de l'histoire, la série a été filmée dans près de 267 lieux extérieurs, dans six pays et deux continents. Le tournage dura 34 mois et 12 de plus pour le montage.